# Châtel-Moron
Châtel-Moron is een gemeente in het Franse departement Saône-et-Loire (regio Bourgogne-Franche-Comté) en telt 82 inwoners (2009). De plaats maakt deel uit van het arrondissement Chalon-sur-Saône.

## Geografie
De oppervlakte van Châtel-Moron bedraagt 6,4 km², de bevolkingsdichtheid is dus 12,8 inwoners per km².
De onderstaande kaart toont de ligging van Châtel-Moron met de belangrijkste infrastructuur en aangrenzende gemeenten.

## Demografie
Onderstaande figuur toont het verloop van het inwonertal (bron: INSEE-tellingen).